# Bryce Courtenay
Bryce Courtenay (Johannesburg, 14 agosto 1933 – Canberra, 22 novembre 2012) è stato un romanziere sudafricano con cittadinanza australiana, e tra i più influenti in Australia, noto per il suo libro La forza del singolo.

## Biografia
Arthur Bryce Courtenay è nato il 14 agosto 1933 a Barberton, in Sud Africa. Sua madre e suo padre non erano sposati. Ha avuto un'infanzia difficile, trascorrendo parte del tempo in un orfanotrofio, dove i bulli lo inimicavano, e solo dopo ha frequentato la King Edward VII School a Johannesburg. 
Da adolescente Courtenay ha lavorato nelle miniere di rame nell'attuale Zimbabwe, e risparmiando denaro da quel lavoro ed è andato a Londra, in Inghilterra, dove ha studiato giornalismo. A Londra conobbe Benita Solomon e la coppia si trasferì a Sydney celebrando le loro nozze nel 1959. Arthur ha poi trascorso più di 30 anni lavorando nella pubblicità, prima come copywriter e direttore creativo poi aprendo il proprio studio.
Ha iniziato a scrivere quando aveva 55 anni. Il suo primo libro, La forza del singolo (1989), racconta la storia di un ragazzo inglese cresciuto in circostanze difficili e colorate in Sud Africa negli anni '40. Courtenay ha spiegato che il racconto rispecchiava da vicino le sue stesse esperienze, anche se in seguito è emerso che aveva abbellito la storia della sua vita. Tuttavia, il libro ha venduto bene ed è stato tradotto in numerose lingue. Un film basato sulla storia ha debuttato nel 1992 il suo seguente romanzo, Tandia (1991), era un sequel de La forza del singolo.
Nel 1993 ha pubblicato April Fool's Day, un'opera di saggistica. Il libro racconta la morte di uno dei suoi figli a causa dell'HIV acquisito da una trasfusione di sangue. Courtenay è tornato alla narrativa con una trilogia australiana che include i libri The Potato Factory (1995), Tommo and Hawk (1997) e Solomon's Song (1999). Ciascuno di questi fonde storia e romanticismo in avventure epiche che ruotano intorno all'Australia.
Courtenay ha continuato a scrivere all'inizio del 21º secolo, pubblicando libri come Cat (2002) e Brother Fish (2004) di Matthew Flinder. Whitethorn (2005) ricorda da vicino La forza del singolo, sia nel contenuto che nell'ambientazione. Nel libro il personaggio principale, Tom, racconta la sua vita cresciuta in Sud Africa. Mentre The Story of Danny Dunn (2009) è una saga familiare australiana che si svolge dopo la Grande depressione avvenuta nel 1929. 
L'ultimo romanzo di Courtenay è stato Jack of Diamonds (2012), che segue il personaggio principale mentre usa il suo talento musicale per fuggire dai bassifondi in cui è nato, viene coinvolto dalla mafia a Las Vegas, in Nevada, e finisce in Africa.
Courtenay è stato nominato membro dell'Ordine dell'Australia nel 1995 ed è morto il 22 novembre 2012 a Canberra.

## Opere

### Libri africani
- The Power of One (1989)
- The Power of One: Young Readers Edition (1999)
- Tandia (1992)
- The Night Country (1998)
- Whitethorn (2005)

### Trilogia australiana
- The Potato Factory (1995)
- Tommo & Hawk (1997)
- Solomon's Song (1999)

### Saga di Nick Duncan
- The Persimmon Tree (2007)
- Fishing for Stars (2008)

### Altre opere
- A Recipe for Dreaming (1994)
- The Family Frying Pan (1997)
- Jessica (1998)
- Smoky Joe's Cafe (2001)
- Four Fires (2001)
- Matthew Flinders' Cat (2002)
- Brother Fish (2004)
- Sylvia (2006)
- The Story of Danny Dunn (2009)
- Fortune Cookie (2010)
- Jack of Diamonds (2012)
- April Fool's Day (1993)
- Roy Kyle (2003)
- The Silver Moon (2015)